# Tomba del Barone

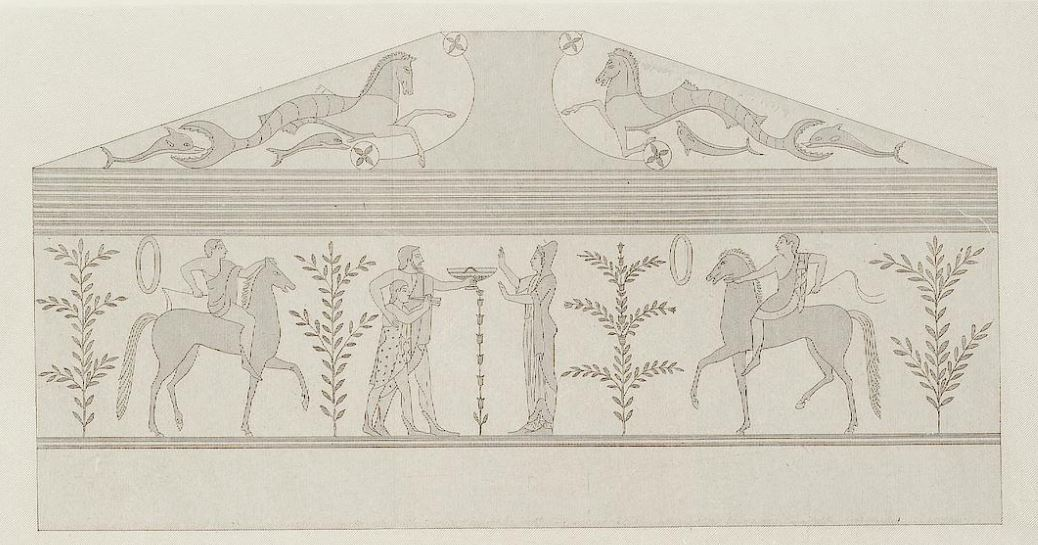
Die Darstellung auf der Rückwand (nach Luigi Canina)

Die etruskische Tomba del Barone („Grab des Barons“) wurde im Jahr  1827 in der Monterozzi-Nekropole von Tarquinia in Mittelitalien vom Baron Otto Magnus von Stackelberg und dem Diplomaten August Kestner gefunden und erhielt deswegen ihren Namen. Das Grab datiert ins ausgehende sechste Jahrhundert v. Chr. Die Malereien sind gut erhalten und gelten als ein Höhepunkt etruskischer Kunst.

## Beschreibung
Die Wände der kleinen Grabkammer (4,55 × 3,88 × 2,38 Meter) haben einen grauen Hintergrund, was eher ungewöhnlich für etruskische Gräber ist. Sie sind leicht geböscht. Die Decke der Grabkammer formt ein Giebeldach. Der gemalte Dachbalken wird von zwei ebenfalls gemalten Stützpfeilern an der Eingangs- und an der Rückwand getragen. Insgesamt sind zehn Figuren auf drei Wänden dargestellt, wobei es sich vielleicht um nur fünf dargestellte Personen handelt. Zwischen den Figuren sind auf allen Wänden zarte Bäume wiedergegeben. Auf der Rückwand steht in der Mitte eine Frau, die einen Tutulus trägt und nach links blickt. Zwei männliche Figuren kommen auf sie zu: Ein bärtiger Mann reicht ihr mit der linken Hand eine Trinkschale (Kylix), mit dem rechten Arm umfasst er einen Doppelflöte (Aulos) spielenden Jüngling. Ganz links und rechts nähern sich Reiter. Auf der linken Wand sieht man wiederum eine verschleierte Frau in der Mitte und links und rechts Reiter, die von ihren Pferden abgestiegen sind. Auf der rechten Wand stehen sich die Reiter gegenüber, hinter ihnen stehen ihre Pferde. Im Giebelfeld der Rückwand sind Meerestiere dargestellt. Im Giebelfeld der Eingangswand, die abgesehen von zwei Bäumen und einem Kranz nicht weiter dekoriert ist, findet man Raubkatzen und Delfine.
Die Malereien verwenden nur ein begrenztes Farbspektrum. Es handelt sich um Schwarz, Grün, Rot, Ockergelb und Weiß. Die Farbe ist dick aufgetragen, so dass es möglich scheint, dass es Übermalungen gab. Die Umrisszeichnungen in Schwarz stimmen mehrmals nicht mit den aufgetragenen Farben überein. Stilistisch sind die Darstellungen stark von solchen aus Nord-Ionien beeinflusst und erinnern an Malereien auf den Klazomenische Sarkophagen. Dies gab Anlass zur Vermutung, dass die Wandbilder von einem Maler aus der Gegend um Klazomenai stammen.

## Interpretation
Die Deutung der einzelnen Figuren ist stark umstritten. Erklärende Beschriften fehlen und sind zu dieser Zeit eher die Ausnahme. Bei den Reitern mag es sich um die Dioskuren handeln, die als Seelenbegleiter (Psychopompos) fungierten, oder um die Söhne des Grabinhabers, die in Anlehnung an die Dioskuren gestaltet wurden. Auf zwei Wänden befindet sich in der Mitte der Wand die Darstellung einer verschleierten Frau. Ob es sich um die Bestattete, eine Priesterin oder eine Göttin handelt, ist Gegenstand der Diskussion. Beispielsweise ist – so interpretiert es Petra Amann – der Mann auf der Rückwand als Grabinhaber zu deuten, der einer Göttin ein Trankopfer darbringt. Dieses Opfer wiederum hätte im Rahmen eines Pferdewettstreites (Agon) stattgefunden. In den beiden Reitern wären dann die Söhne des Grabherrn als Sieger des Wettstreits zu sehen, deren Darstellung bewusst den Dioskuren angeglichen wurde. Andere Überlegungen kommen zu ganz unterschiedlichen Schlüssen. Demnach mögen die Malereien keine tiefere Bedeutung enthalten haben und waren rein dekorativ.

## Rezeption
Die Wandmalereien der Tomba del Barone wurden 1832 publiziert und ihre Motive wurden bereits im Jahr 1834 im Deckengemälde des als Gabinetto etrusco gestalteten Empfangszimmers des Königs Carlo Alberto von Sardinien-Piemont im Castello di Racconigi südlich von Turin aufgegriffen. Die Malereien des Kammergrabs wurden das ganze 19. Jahrhundert hindurch abgezeichnet und sogar im Maßstab 1:1 durchgepaust und zur lehrreichen Wanddekoration von Museen herangezogen.

## Galerie
Die Malereien, wie sie 1851 von Luigi Canina publiziert wurden:

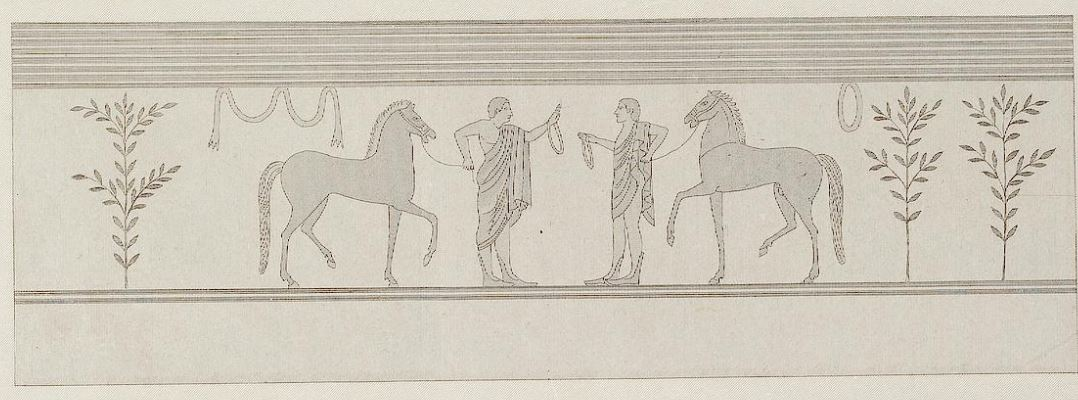
Malereien der linken Wand
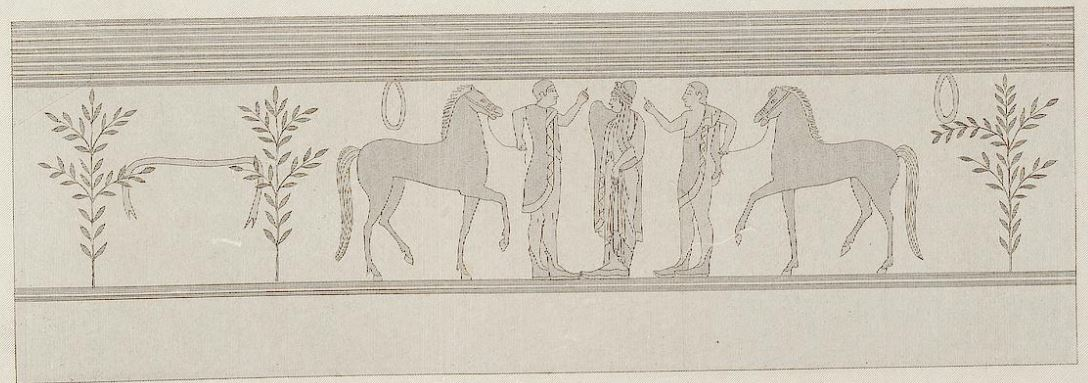
Malereien der rechten Wand
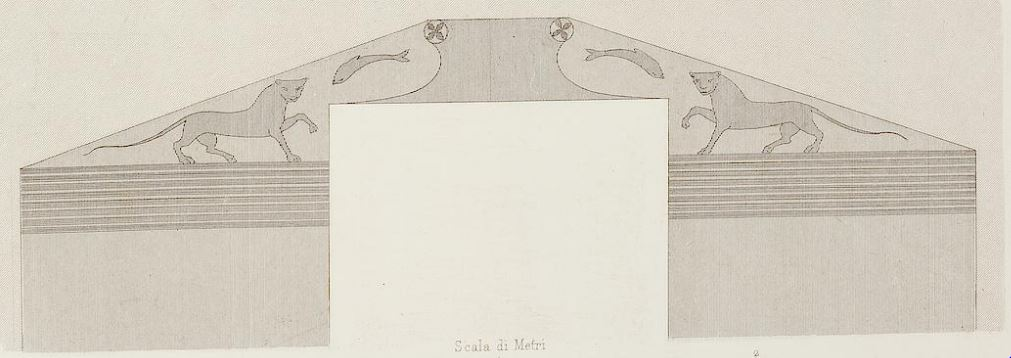
Giebelfeld der Eingangswand